# Selección de rugby de Bermudas
La selección de rugby de Bermudas, es la selección nacional de rugby de Bermudas y está regulada por la unión de ese país.

## Uniforme
El uniforme principal consta de camiseta principal es toda celeste al igual que las medias, los shorts son negros.

## Reseña
La selección de Bermudas comenzó a jugar recién en el 1975 en un partido de local frente a Jamaica y en el que terminó con un marcador a favor de 16 - 10.
Desde el 1977 comienza a jugar el Caribbean Championships, torneo en el que se enfrentó a selecciones del Caribe y que logró conquistar en reiteradas oportunidades.
El Caribbean Championships dio lugar al NACRA Championship en el 2001 consolidándose como un torneo de mayor prestigio y con más participantes en el cual Bermudas logra un bicampeonato, 2011 y 2012.
Desde 2016 el torneo de América del Norte se denomina RAN Championship y Bermudas compite en la zona campeonato (primer nivel).

## Palmarés
- RAN Championship (3): 2011, 2012, 2019

## Participación en copas
| - no ha clasificado - NACRA Championship 2001: 2º puesto - NACRA Championship 2005: 4º en el grupo - NACRA Championship 2008: 3º puesto - NACRA Championship 2011: Campeón invicto - NACRA Championship 2012: Campeón invicto - NACRA Championship 2013: 3º en el grupo - NACRA Championship 2014: 3º en el grupo - RAN Cup 2015 Zona de Copa | - RAN Championship 2016: 3º en el grupo - RAN Championship 2017: 4º en el grupo - RAN Championship 2018: 3º puesto - RAN Championship 2019: Campeón invicto - Tour a Luxemburgo 1995: ganó (0 - 1) - Tour a Islas Caimán 1999: ganó (0 - 1) - Tour a México 2014: perdió (1 - 0) - Tour a USA South 2016: perdió (1 - 0) |